# Trampa (laboratori)

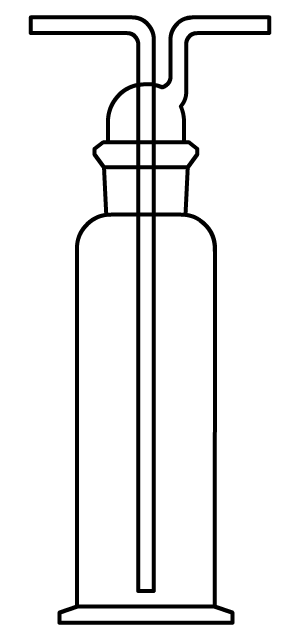
Trampa. A l'esquerra entrada del corrent i a la dreta sortida

Una trampa a un laboratori és el nom genèric d'una peça, estri, muntatge, etc. que serveix per retenir sòlids, líquids o gasos a través d'una conducció.
En general, les trampes estan constituïdes per un flascó de vidre el tap del qual és travessat per un tub que arriba fins al fons del recipient i per on entra un corrent que pot dur les substàncies que cal retenir. El tap té una altra obertura que és la sortida el corrent al qual no poden accedir les substàncies no desitjades. Es pot emprar buit o ple d'una dissolució amb una substància que reacciona amb les que cal retenir. És el mateix sistema que s'empra en el flascó netejador de gasos.